# سیارک ۵۱۳

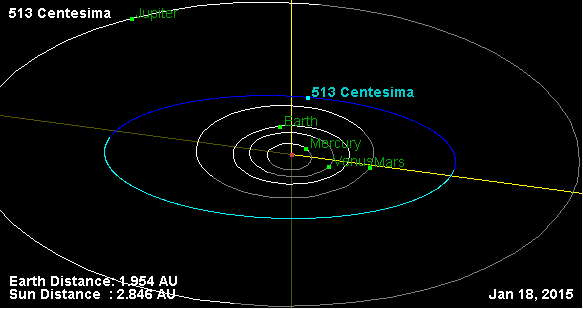
نمایی از محل قرارگیری سیارک ۵۱۳ در مدار – ۲۰۱۵

سیارک ۵۱۳ (به انگلیسی: 513 Centesima، نامگذاری:1903LY) پانصد و سیزدهمین سیارک کشف شده‌است که در ۲۴ اوت ۱۹۰۳ و در هایدلبرگ کشف شد.
قدر مطلق سیارک برابر ۹٫۷۵ است.